# Jarrett Jack
Jarrett Matthew Jack (* 28. Oktober 1983 in Fort Washington, Maryland) ist ein ehemaliger US-amerikanischer Basketballspieler, der die meiste Zeit seiner Profikarriere in der NBA aktiv war.

## High School
Jack besuchte während seiner Schulzeit vier verschiedene High Schools, die DeMatha Catholic High School in Maryland, die St. Vincent Pallotti High School in Maryland, die Mt. Zion Christian Academy in North Carolina und die Worcester Academy in Massachusetts.

## College
Ab 2002 besuchte er das Georgia Tech in Atlanta. In seinem Sophomore-Jahr führte er die Mannschaft mit durchschnittlich 12,5 Punkten und 5,1 Assists pro Spiel in das NCAA-Division-I-Basketball-Championship-Finale. Im darauffolgenden Jahr konnte Jack seine Statistiken steigern und erzielte durchschnittlich 15,5 Punkte, 4,8 Rebounds und 4,5 Assists pro Spiel.

## NBA
Nach seinem Junior-Jahr am Georgia Tech College meldete sich Jack 2005 zum NBA-Draft an, wo er als 22. Spieler von den Denver Nuggets ausgewählt wurde. Noch am selben Abend wurde er im Tausch für Linas Kleiza und Ricky Sanchez zu den Portland Trail Blazers transferiert.
Am 9. Juli 2008 wurde er zusammen mit Josh McRoberts und Brandon Rush für Ike Diogu und Jerryd Bayless zu den Indiana Pacers getradet.
Am 13. Juli 2009 unterschrieb Jack einen Vertrag über vier Jahre und 20 Millionen US-Dollar bei den Toronto Raptors.
Nach zwei Jahren bei den Raptors wurde er zu den New Orleans Hornets transferiert. In seinem zweiten Jahr bei den Hornets wurde er nach Chris Pauls Wechsel zu den Los Angeles Clippers, Starter und legte mit 15,3 Punkten, 3,9 Rebounds und 6,3 Assists pro Spiel, Karrierebestwerte auf. Dennoch tradeten die Hornets Jack im Sommer 2012 zu den Golden State Warriors. Am 22. Februar erzielte Jack ein double-double mit 30 Punkten und 10 Assists und war damit der erste Bankspieler dem dies gelang seit Magic Johnson 1996. Bei den Warriors entwickelte er sich zu einem der besten Bankspieler der Liga und landete bei der Abstimmung zum NBA Sixth Man of the Year Award auf dem dritten Platz.
Am 12. Juli 2013 unterschrieb Jack einen Vertrag bei den Cleveland Cavaliers. In einem Spielertausch kam er zur folgenden Saison NBA 2014/15 zu den Brooklyn Nets. Im Sommer 2016 wechselte er zunächst zu den Atlanta Hawks, wurde von diesen allerdings aus Verletzungsgründen noch vor Saisonbeginn aus seinem Vertrag entlassen. Im Februar 2017 kehrte Jack nach New Orleans zurück, wurde von den Pelicans aufgrund einer Verletzung allerdings wieder abgegeben. Am 15. September 2017 unterschrieb er einen Vertrag bei den New York Knicks.